# Mohammad Mohagheghi
Mohammad Mohagheghi (geb. 1910 in Lahidschan; gest. 1969) war ein imamitischer Geistlicher mit dem religiösen Titel Hodschatoleslam.
Mohagheghi wurde von Hossein Borudscherdi nach Deutschland geschickt und war von 1955 bis 1965 Leiter und Direktor des Vereins Islamisches Zentrum Hamburg und gründete die Imam-Ali-Moschee.
Er interessierte sich zunächst verstärkt für Naturwissenschaften und kam später zur Theologie. Er studierte an der Theologischen Hochschule von Ghom, wo er später auch lehrte.
Die Hamburger Moschee war unter Ajatollah Hossein Borudscherdi gegründet worden, mit dem er in Verbindung stand. Nach dem Tod Borudscherdis ging Ghom zurück, um dort an der Hochschule zu lehren.
Mohammad Mohagheghi war der Vater des heutigen Schura-Vorstandsmitglieds Djavad Mohagheghi.
Er ist auf dem Neuen Friedhof (قبرستان نو) in Ghom begraben.